# Jayne County

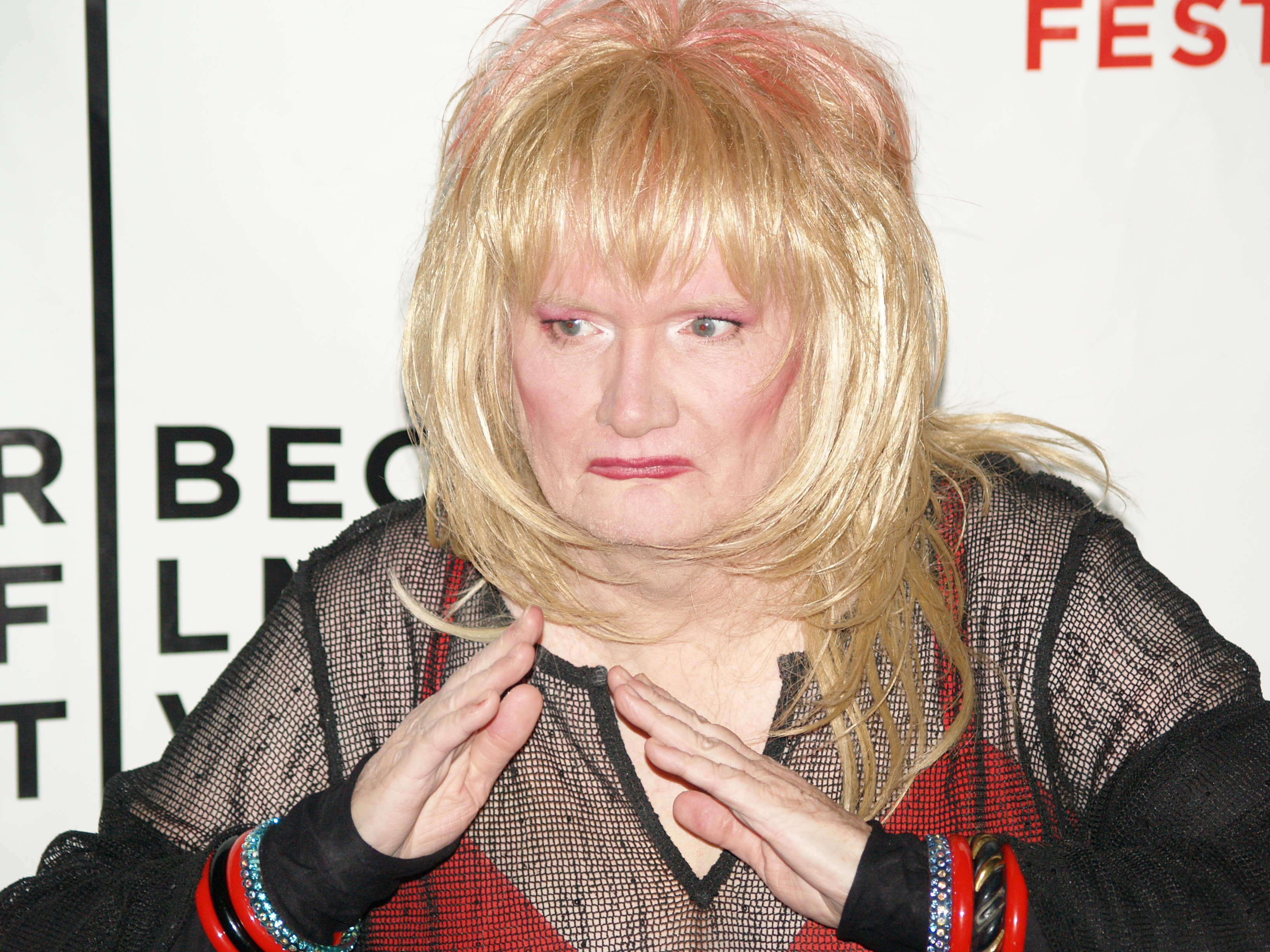
Jayne County bei der Premiere von Squeezebox! beim Tribeca Film Festival, 2008

Jayne County (* 1947 als Wayne Rogers) ist eine amerikanische Glamrock- und Punkmusikerin (Jayne/Wayne County & The Electric Chairs), Schauspielerin, Performerin, Autorin und Trans-Aktivistin. Sie ist eine der ersten Transfrauen im Rock-’n’-Roll-Geschäft und prägte mit ihren Bühnenkostümen die Ästhetik des Punk. Mit ihrem Werk beeinflusste sie Musiker wie David Bowie, Ramones, Patti Smith und Lou Reed. County trat zudem in Andy Warhols Film Factory und Rosa von Praunheims Film Stadt der verlorenen Seelen auf.

## Leben
Jayne County wurde 1947 als Wayne Rogers geboren und wuchs in Dallas im US-Bundesstaat Georgia auf. Schon als Kind kleidete sie sich typisch weiblich, so oft sie konnte. Sie beschreibt ihr Empfinden als Kind: „I was never a little boy but always a little girl. I never felt male or what society assigned as ‚male‘ and I always knew that I was not like everybody else around me. When I was a small child I dressed in female attire every chance I got.“ („Ich war nie ein kleiner Junge, sondern immer ein kleines Mädchen. Ich fühlte mich niemals männlich oder was die Gesellschaft als männlich zuordnet, und ich wusste immer, dass ich nicht so bin wie alle anderen um mich herum. Als kleines Kind zog ich Mädchensachen an, so oft ich konnte.“)
Als Teenager pflegte sie einen extravaganten Kleidungsstil und trug langes Haar. Ihre späte Teenagerzeit bis 1968 verbrachte County in Atlanta in der Gay-Szene, die damals begrifflich und real alle „abweichenden“ Sexualitäten wie schwul und lesbisch sowie Identitäten wie drag und trans umfasste. Das Wort „transsexuell“ war nicht bekannt. County trat in den Jahren 1965 bis 1966 in Drag-Shows als Dusty-Springfield-, Janis-Joplin- und Cher-Imitatorin auf.
County und ihre Freunde wurden in Georgia aufgrund ihres Lebensstils angegriffen, und es wurde auf sie geschossen.

### Um 1970 in New York: Warhols Factory und erste Bandprojekte

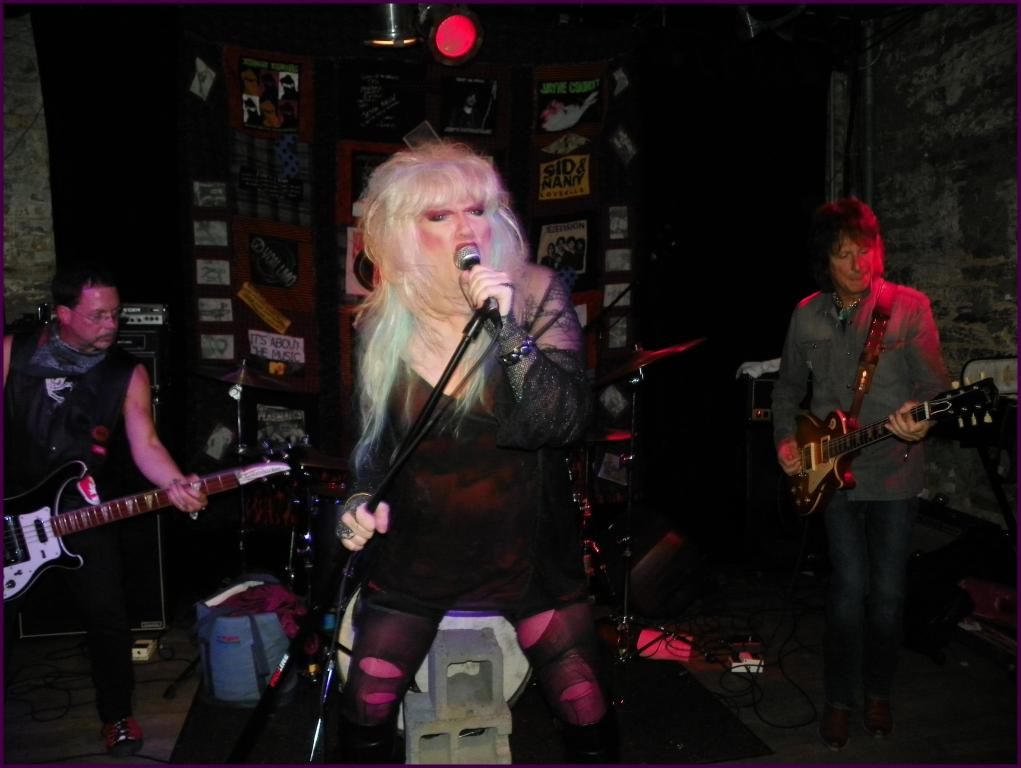
Jayne County & The Electric Chairs während der Max’s Kansas City Reunion im Bowery Electric, 2012, mit Val Haller, Jayne County und Greg Van Cook (v. l. n. r.)

Im Jahr 1968 zog County nach New York City. Dort frequentierte sie regelmäßig den Stonewall Inn und war an den Stonewall-Unruhen beteiligt. Sie setzte sich für die Belange queerer Menschen ein. Die sogenannte „kreative Dekadenz“ New Yorks traf sich im Max’s Kansas City, das für County besonders wichtig war. County bewegte sich außerdem in der Hippieszene und rezipierte die dazugehörige Musik, z. B. auf dem Woodstock-Festival.
County lebte in einer Wohngemeinschaft mit Holly Woodlawn und Jackie Curtis, die beide in Andy Warhols Factory auftraten. Unter dem Einfluss der beiden entwickelte County einen eigenen Cross-Dressing-Stil und wandte sich Schauspielerei und Performance zu. Weitere einflussreiche Personen in dieser Hinsicht waren Candy Darling und Leee Black Childers. Im Jahr 1969 wirkte County in dem Stück Femme Fatale von Jackie Curtis mit. Countys erstes off-Theaterstück namens World: The Birth Of A Nation, das sich mit Geschlechterrollenwechseln beschäftigte, überzeugte Andy Warhol von Countys darstellerischen Qualitäten und inspirierte ihn zu dem Theaterstück Pork. County spielte anschließend in Pork die Figur Vulva Lips. Sie trat weiterhin zusammen mit Patti Smith in Anthony Ingrassias Stück Island auf. County trat auch in Filmen der Warhol-Factory auf. Trotz ihrer Mitwirkung an Warhol-Produktionen hielt County eine kritische Distanz zur Factory. Sie wandte sich unter dem Einfluss der New York Dolls und Alice Coopers ihrer musikalischen Laufbahn zu.
Im Jahr 1972 gründete County die Protopunk-Band Queen Elizabeth, die kein reguläres Album hervorbrachte. Der Name der Band orientiert sich nicht an der britischen Königin Elisabeth II., sondern an der Dragqueen Elizabeth. Die Musikmanagement-Firma MainMan Artistes filmte 1974 den kostümträchtigen Auftritt von Queen Elizabeth namens Wayne at the Trucks, veröffentlichte jedoch diese Aufnahmen vorerst nicht. Acht Songs von Queen Elizabeth aus dieser Aufnahme wurden jedoch 2006 auf der CD Wayne County At The Trucks (Munster Records) herausgegeben. Der Track Queenage Baby aus dieser Show ist laut County ein maßgeblicher Einfluss bei der Entstehung von David Bowies Stück Rebel, Rebel gewesen. Countys Kostümierung  in dieser Zeit enthielt wesentliche Elemente des Punk und bestand aus zerrissenen Strumpfhosen, Sicherheitsnadeln und dick aufgetragenem Make-Up. Queen Elizabeth und die New York Dolls waren freundschaftlich miteinander verbunden.
Im Jahr 1974 gründete County die Band Wayne County and the Backstreet Boys. Die Band nahm drei Stücke für den Sampler Max’s Kansas City: New York New Wave auf, auf dem auch Stücke von Suicide, Pere Ubu, Cherry Vanilla und The Fast enthalten sind. Wayne County and the Backstreet Boys nahmen zwar ein Album auf, dieses wurde nicht veröffentlicht. Wayne County and the Backstreet Boys spielten regelmäßig im CBGB und im Max’s Kansas City. Dort war County auch als DJ tätig.

### Zwischen 1974 und 1979: Transition
Im Jahr 1974 startete County ihre Transition und trägt öffentlich seit 1979 den Vornamen Jayne. Sie definiert sich folgendermaßen: „I did identify as transsexual in the ’70s and ’80s. Right now I am using the terms transgender and gender variant.“ („Ich identifizierte mich in den 70er und 80er als transsexuell. Zur Zeit verwende ich die Begriffe transgender und gender variant.“) „I am a transsexual with drag queen tendencies.“ („Ich bin transsexuell mit Tendenz zur Drag Queen.“)
County machte ihre Transidentität mit Songs wie „Man Enough To Be A Woman“ und mit ihrer Bühnenperformance zu dem zentralen Thema ihres musikalischen Outputs.
Die Entscheidung Countys, ihre Transidentität öffentlich zu leben, erfuhr Akzeptanz in der New Yorker Punk-Szene, die sich mit der queeren Szene teilweise überschnitt bzw. die gleichen Locations frequentierte. Das zeigt z. B. eine Benefizaktion für County, als diese verhaftet und verklagt wurde, nachdem sie sich gegen transphobe Beleidigungen während eines Auftrittes gewehrt hatte. Sie erhielt breite Unterstützung, um die dadurch anfallenden Gerichtskosten zusammenzutragen. Auf dem Benefizkonzert spielten Blondie, Robert Gordon, Ramones, Divine, Holly Woodlawn, Jackie Curtis, New York Dolls, Mink de Ville, Talking Heads und Richard Hell, es wurden ein Kostüm von Iggy Pop, Schuhe von David Bowie, ein Autogrammposter von Lou Reed und diverse Gegenstände aus dem Besitz von Andy Warhol versteigert. Dennoch reagierten einige Personen aus Countys Umfeld, wie z. B. Patti Smith, verstört auf ihre Transition.
County spielte während und nach ihrer Transition mit ihren Bands nicht nur an queeren Orten, sondern weiterhin hauptsächlich in heterosexuell dominierten Rock-Locations.
County ist in dem Film The Blank Generation zu sehen, der im Jahr 1976 von den No-Wave-Filmemachern Amos Poe und Ivan Král gedreht wurde. Der Amateurfilm zeigt Punk-assoziierte Musiker wie Iggy Pop, Blondie, Patti Smith, Ramones, Television, Talking Heads, New York Dolls und andere bei Live-Auftritten in den Clubs Max’s Kansas City, Bottom Line, Bowery, und Lower East Side vor dem Start ihrer musikalischen Karrieren.

### 1977–1980: in London mitWayne County & The Electric Chairs
County zog 1977 nach London, weil ihr die theatralische und mehr visuell orientierte englische Punkszene eher zusagte. Sie gründete dort zusammen mit Val Haller, J. J. Johnson und Greg Van Cook die Band Wayne County & The Electric Chairs. Auch in der Londoner Punk-Szene fühlte sich County mit ihren Bühnenshows und als Person voll und ganz akzeptiert: „I was totally accepted by the British Punks.“ („Ich wurde von den britischen Punks völlig akzeptiert.“) Die Band veröffentlichte die EP Electric Chairs 1977 (Illegal Records) und die Single Fuck Off (Safari Records). 
County spielte die Figur „Lounge Lizard“ in Derek Jarmans Film Jubilee – neben Adam Ant, Toyah Willcox u. a. In dem Film The Punk Rock Movie (1978) von Don Letts erscheinen auch Wayne County & the Electric Chairs mit einer Aufnahme eines ihrer Auftritte im Londoner Nachtclub The Roxy aus dem Jahr 1977.
Im selben Jahr veröffentlichten Wayne County and The Electric Chairs ihr erstes gleichnamiges Album, die EP Blatantly Offensive, und nach einer sich anschließenden Tour das Album Storm The Gates Of Heaven. Im Jahr 1979 erschien das Album Things Your Mother Never Told You, das von David Cunningham produziert wurde. 
Nach der Veröffentlichung dieses Albums trennte sich die Band. Seit dieser Zeit führt County den Namen Jayne County auch auf der Bühne als Musikerin. Das Album Rock and Roll Resurrection (In Concert) erschien unter dem Namen Jayne County.

### Anfang der 1980er Jahre in Berlin
1980 zog Jayne County nach Berlin, wo sie eine Hauptrolle in Rosa von Praunheims Film Stadt der verlorenen Seelen übernahm. 
In Berlin spielte County 1980 einige von Anthony Ingrassia inszenierte Konzerte im Café Metropol („Rock’n’Roll Peep Show“). County versammelte dazu einige Berliner Musiker zu einer deutschen Version der Electric Chairs: Bass: Joe Koli, Schlagzeug: Norbert Hoena, Gitarre: Erik Küppers, Keyboard: Chris Lewis.

### Die zweite Hälfte der 1980er Jahre bis heute
Im Jahr 1983 kehrte County nach New York zurück, wo sie in dem Theaterstück Les Girls zusammen mit Holly Woodlawn spielte. Kurz danach wechselte sie wieder nach London für die Premiere von City Of Lost Souls und spielte das Album Private Oyster ein. Mitglieder ihrer Band waren zu diesem Zeitpunkt die Gitarristen Stu Clarke und Chris Lynch Rockson, der Bassist Mark Pearson und der Schlagzeuger Bazz Creece.
Im Jahr 1990 wurden mit der CD Rock & Roll Cleopatra eine Compilation alter Aufnahmen veröffentlicht. Im Jahr 1993 erschien das Album Goddess Of Wet Dreams, dem 1995 Deviation folgte. Im selben Jahr trat sie in dem Film Wigstock: The Movie auf und veröffentlichte ihre Autobiografie Man Enough To Be A Woman.
Seitdem erscheinen diverse Compilations mit älteren Tracks, Live-Alben und Kollaborationen mit Lisa Jackson und dem Electric-Chairs-Gitarristen Eliot Michaels.
Seit 2012 entsteht der Film über Jayne County Are You Man Enough to Be a Woman? in der Regie von Nicholas Abrahams.
Im Jahr 2012 gaben Jayne County & The Electric Chairs eine Reihe von Live-Konzerten in Originalbesetzung. Außer Jayne County am Gesang waren der Gitarrist Greg Van Cook, der Bassist Val Haller und der Schlagzeuger J. J. Johnson dabei.
Seit Oktober 2011 trat Jayne County mit der Band Jayne County & the Electrick Queers auf, zuerst auf dem Little 5 Points Halloween Festival.
Jayne County ist außerdem als bildende Künstlerin tätig. Des Weiteren betreibt sie ein Tierheim für Katzen namens „Auntie Jayne’s Cathouse“. Sie lebt im US-Bundesstaat Georgia.

### Politische Position
Jayne County sieht sich als Revolutionärin, kritisiert rechte, rechtsradikale und religiös-konservative Positionen und engagiert sich gegen Sexismus in der Musik. Sie beschreibt Sexismus und Transphobie im Musikgeschäft anhand ihrer eigenen Erfahrung: „Rock’n’roll is such a fucking macho world, they don’t want people like me around.“

## Diskografie

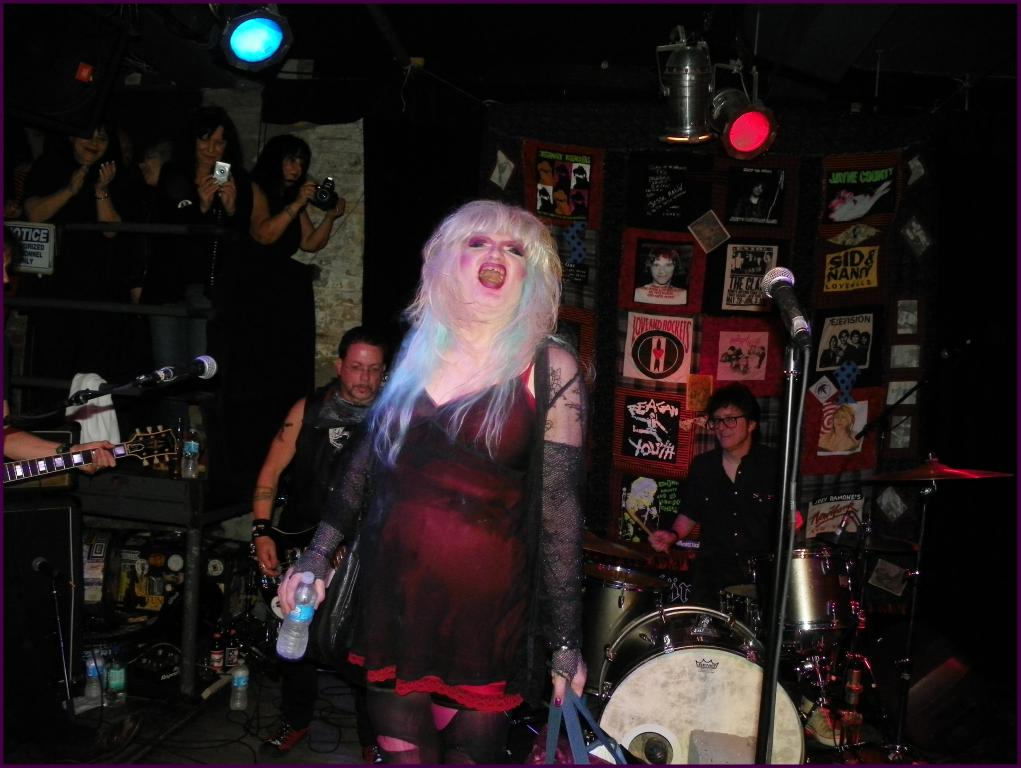
Jayne County & The Electric Chairs live im Bowery Electric, New York, 2012, mit Val Haller, Jayne County und J.J. Johnson (v. l. n. r.)

### MitWayne County and the Backstreet Boys
- 1976: Max’s Kansas City 1976, EP (Ram Stereo)

### MitQueen Elizabeth
- 2006: Wayne County At The Trucks (Munster Records), Album

### MitWayne County & The Electric Chairs
- 1977: The Electric Chairs, EP (Illegal Records)
- 1977: Fuck Off, Single
- 1978: The Electric Chairs, Album, (Safari Records)
- 1978: Blatantly Offensive EP, (Safari Records)
- 1978: Storm The Gates Of Heaven, Album, (Safari Records)
- 1978: Eddie and Sheena, Single
- 1978: Trying to get on the Radio, Single
- 1979: Things Your Mother Never Told You, Album, (Safari Records)
- 1979: Thunder When she Walks, Single
- 1979: Berlin, Single
- 1979: So Many Ways, Single
- 1981: Best of Jayne/Wayne County and the Electric Chairs, Album
- 2014: Wayne County & The Electric Chairs - Live at Rockpalast, DVD + CD, Aufnahme aus der Westfalenhalle, Dortmund, vom 9. Dezember 1978 (Repertoire Records, REPUK 1250)

### MitJayne County & The Electric Chairs
- 1980: Rock and Roll Resurrection, (Safari Records und Attic)
- 1981: Twist And Shout/Boys 45 Single mit Jimi LaLumia & The Psychotic Frogs, featuring Johnny Thunders und Cherry Vanilla (Beat This Label)
- 1983: Amerikan Cleopatra, Album, (Konexion)
- 1986: Private Oyster, Album (Revolver Records)
- 1986: San Francisco (Be Sure To Wear Flowers In Your Hair), Single (Heighway Robbery Wreckords)
- 1988: Time Machine, Single (Jungle Records)
- 1989: Betty Grable’s Legs!, Album (Jungle Records)
- 1993: Goddess Of Wet Dreams, (ESP Records und ZYX Music)
- 1993: Rock ’N’ Roll Cleopatra, Compilation (Royalty Records)
- 1995: Deviation, Album (Royalty Records)
- 1999: F**k Off 2000, Single (Royalty Records)
- 2002: Wash Me In The Blood (Of Rock & Roll)- Live at Squeeze Box, (Fang Records)
- 2003: So New York, Compilation (Ratcage Records)
- 2004: Man! I Feel Like A Woman, 12"-Single (Pure Power)

### MitShe Wolves
- 2007: Razor Clam, Single mit She Wolves (Poptown Records)
- 2007: California über alles, Single mit She Wolves, (Poptown Records)

### MitSharon Needles
- 2013: Hail Satan!, Single mit Sharon Needles

### MitJayne County & the Electrick Queers
- 2012: Ready To Stop, Single (Catapult)

## Filmografie

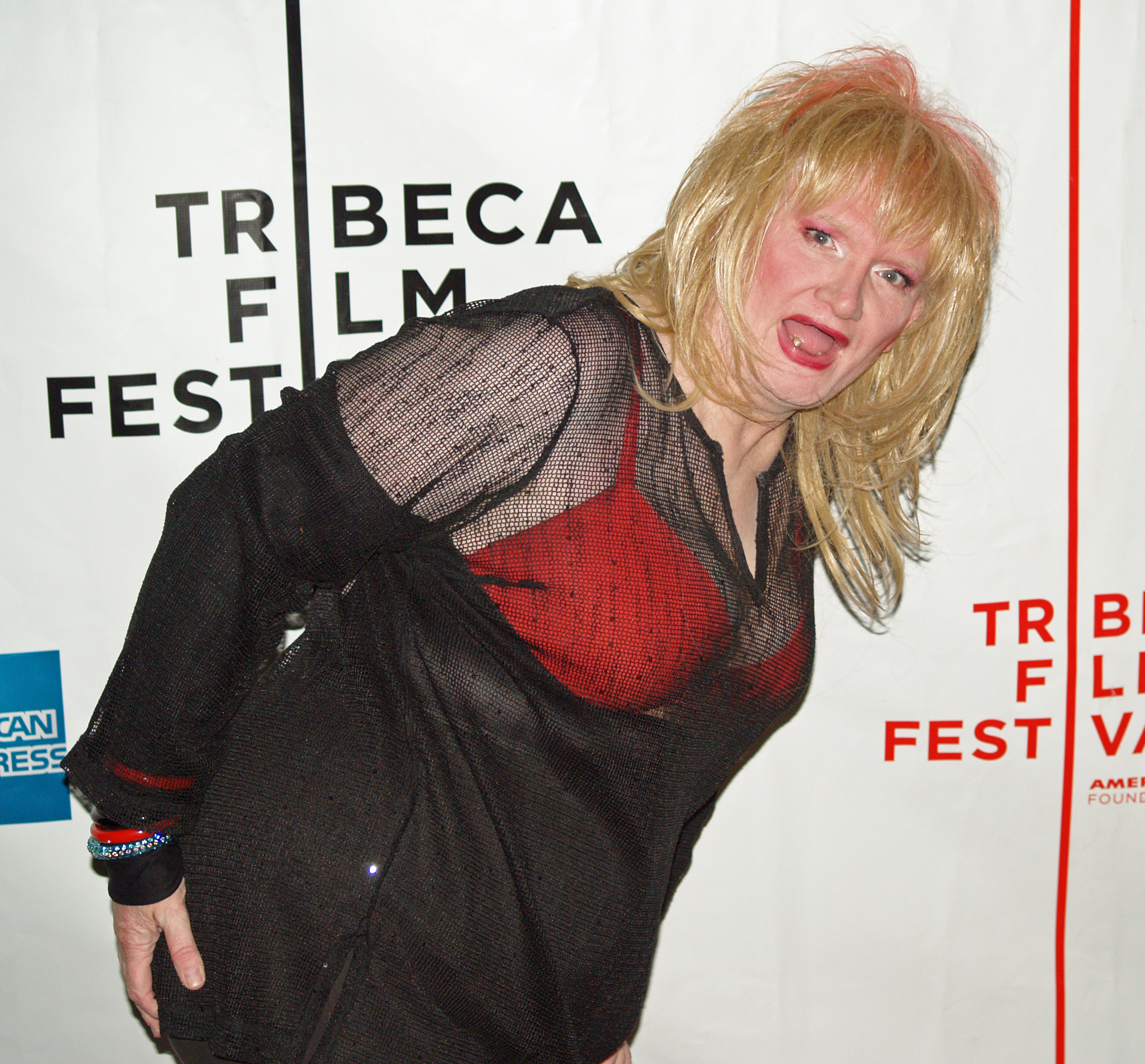
Jayne County beim Tribeca Film Festival, 2008

- 1976: The Blank Generation von Ivan Kral und Amos Poe
- 1977: The Punk Rock Movie von Don Letts
- 1977: Punk in London von Wolfgang Büld
- 1978: Jubilee von Derek Jarman
- 1982: Stadt der verlorenen Seelen (City Of Lost Souls) von Rosa von Praunheim
- 1995: Wigstock:The Movie von Barry Shils
- 1999: Born to Lose: The Last Rock and Roll Movie von Lech Kowalski
- 2007: King of Punk von Kenneth van Schooten
- 2008: Squeezebox! von Steven Saporito und Zach Shaffer
- 2010: Beautiful Darling von James Rasin
- 2013 CBGB von Jody Savin und Randall Miller, Jayne County als Caleb McCotter[21]